# Kendji Girac
Kendji Jason Maillé (Périgueux, Francia; 3 de julio de 1996), más conocido como Kendji Girac, es un cantante gitano francés que alcanzó la popularidad en 2014 tras convertirse en el ganador de la tercera edición del concurso The Voice: la plus belle voix, emitida por TF1. Su entrenador en este concurso fue Mika. En 2014 estrenó su primer álbum, Kendji, vendiendo más de 500 000 copias en Francia, con lo que obtuvo un disco de diamante. Los sencillos «Color gitano» y «Andalouse» del álbum Kendji alcanzaron el top 10 de Francia. Cuenta con tres álbumes de estudio: Kendji y Ensemble y Amigo, y su cuarto álbum, “Mi Vida”, saldrá a la venta el 9 de octubre de 2020.

## Biografía
Hijo de familia emigrante gitana catalana, Kendji Maillé nació el 3 de julio de 1996 en Périgueux, Dordoña. Su abuelo le enseñó a tocar la guitarra y cantar. Abandonó la escuela a los 16 años para seguir el negocio familiar como arborista. Se hizo conocido en Internet en agosto de 2013, debido a su versión de la canción Bella de Maître Gims. El video tuvo 3,8 millones de visitas.

### La Voz
Para la temporada 3 de The Voice en Francia: la plus belle voix, audicionó con la canción Bella de Maître Gims en el segundo episodio de la temporada 3 transmitido el 18 de enero. Solo el juez Mika giró su silla, mientras que los otros tres, Florent Pagny, Jenifer y Garou se abstuvieron.
En la Ronda Musical Battles transmitida el 8 de marzo de 2014, Mika lo puso contra Youness cantando Tous les même de Stromae. Kendji llegó a la última ronda donde interpretó Hotel California de The Eagles en la emisión del 29 de marzo de 2014.
En las rondas en vivo interpretó Ma philosophie de Amel Bent (5 de abril de 2014), Mad World de Tears for Fears (19 de abril de 2014) y Allumer le feu de Johnny Hallyday (19 de abril de 2014). En la semifinal del 3 de mayo de 2014 cantó Belle de Garou y Daniel Lavoie clasificándose para la final como finalista del equipo Mika.
En la transmisión final en Final: 10 de mayo de 2014, cantó Amor de mis amores / Volare en la versión popularizada por Gipsy Kings, Temps à nouveau de Jean-Louis Aubert y L'aigle noir de Barbara. 
Ganó el título de La Voz para la temporada 3 con el 51% de los votos del público contra el 21% del segundo lugar Maximilien Philippe, con Amir Haddad terminando tercero con 18% y Wesley con solo 10% en cuarto lugar.

## Carrera
Su primer sencillo oficial fue el bilingüe francés / español "Color Gitano", lanzado en junio de 2014 desde su EP, su álbum oficial lanzado en septiembre.
En diciembre de 2014, ganó dos Premios NRJ de la Música por la Oportunidad Francófona del Año y "Color Gitano" como la Canción Francófona del Año.
Su álbum Kendji vendió 600,000 copias en enero de 2015, y más de 1 millón de copias en octubre de 2015, certificando a Diamond y convirtiéndose en el segundo álbum más vendido de Francia en 2014 después de Racine Carrée por Stromae.
Actualmente es el alumno más vendido de The Voice en todo el mundo. Su sencillo de seguimiento "Andalouse" resultó ser aún más exitoso comercialmente. Otros singles notables incluyeron "Conmigo" de la versión reempaquetada de Kendji lanzada el 4 de mayo de 2015.
Un segundo álbum titulado Ensemble fue lanzado el 30 de octubre de 2015. Los sencillos notables de su segundo álbum incluyen "Me Quemo", "Les yeux de la mama" y "No Me Mires Más" (en conjunto con Soprano).

## Discografía
- 8 de septiembre de 2014: Kendji
- 30 de octubre de 2015: Ensemble
- 31 de agosto de 2018: Amigo
- 9 de octubre de 2020: Mi Vida

## Premios
| Año  | Premio                                                             | Canción        |
| ---- | ------------------------------------------------------------------ | -------------- |
| 2014 | NRJ Music Awards/Francophone Song of the Year                      | "Color Gitano" |
| 2014 | NRJ Music Awards/Francophone Breakthrough of the Year              | "Color Gitano" |
| 2015 | NRJ Music Awards/Nominated for Best French Male Artist of the Year | Album Kendji   |

## Filmografía
- 2017 : Chacun sa vie et son intime conviction